# Nataliya Kushnir
Nataliya Grigoryevna Kushnir (em russo:  Наталья Григорьевна Кушнир; Moscou, 6 de maio de 1954) é uma ex-jogadora de voleibol da Rússia que competiu pela União Soviética nos Jogos Olímpicos de 1976.
Em 1976, ela fez parte da equipe soviética que conquistou a medalha de prata no torneio olímpico, no qual atuou em cinco partidas.